# فرانسوا ورگشت
فرانسوا ورگشت (انگلیسی: François Vergucht؛ ۱۸۸۷ – unknown) قایقران روئینگ اهل بلژیک بود.
وی در مسابقات کشوری و بین‌المللی در مجموع برندهٔ ۳ مدال طلا، ۱ مدال نقره شده‌است.